# ویکهم
ویکهم (به انگلیسی: Whickham) یک شهرک در بریتانیا است که در شمال شرقی انگلستان واقع شده‌است. ویکهم ۱۶٬۶۵۲ نفر جمعیت دارد.